# Chen Wangdao
Chen Wangdao (chinês tradicional: 陳望道, pinyin: Chén Wàngdào, Wade–Giles: Ch'en Wang-tao; 1891–1977) foi um intelectual e educador chinês. Ele é conhecido como a primeira pessoa que se sabe a ter traduzido integralmente o Manifesto Comunista para o chinês. Ele também atuou como presidente da Universidade Fudan entre 1949 e 1977. 
Chen nasceu com o nome "Ming Rong" (明融) em 1891, enquanto "Wangdao" é seu nome de cortesia. A partir de 1915, estudou na Universidade de Waseda, na Universidade Toyo e na Universidade de Chuo sucessivamente. Finalmente obteve seu Bacharel em Direito na Universidade de Chuo. A experiência no Japão o colocou em contato com as ideias comunistas.
Chen retornou à China quando o Movimento Quatro de Maio começou. Ele encontrou um emprego ensinando literatura chinesa na então Escola Normal Nº 1 da Província de Chekiang. Enquanto isso, Chen espalhou a Nova Cultura com colegas cujas paixões coincidiam com as suas. As autoridades decidiram por demiti-los por tais atividades. Apesar da agitação dos estudantes contra a ordem, ele foi obrigado a voltar para sua cidade natal em 1920. 
Depois disso, ele consentiu com o pedido de Dai Jitao para traduzir o Manifesto Comunista. Dai lhe forneceu sua tradução em japonês. Além disso, Li Dazhao também forneceu sua versão em inglês. 
Chen retornou à sua cidade natal, Yiwu, no final de 1919 e começou a tradução. Sendo um poliglota com sólida formação na língua chinesa e domínio total das teorias marxistas básicas, ele concluiu a tarefa em abril de 1920. Mais tarde, ele montou um grupo na campanha comunista em Xangai, junto com Chen Duxiu, Li Hanjun, entre outros.  
Em 1920, Chen tornou-se um dos fundadores do Partido Comunista da China (PCC) e da Liga da Juventude Comunista da China. No ano seguinte, o PCC foi estabelecido em Xangai. Em 1921, Chen serviu como secretário do Comitê do PCC de Xangai, tornando-se um dos primeiros líderes do PCC.
  

Logo entrou em desacordo com Chen Duxiu, deixando o partido em 1922. Voltou ao partido em 1957.